# Fienstedt
Fienstedt is een plaats en voormalige gemeente in de Duitse deelstaat Saksen-Anhalt, en maakt deel uit van de Landkreis Saalekreis.

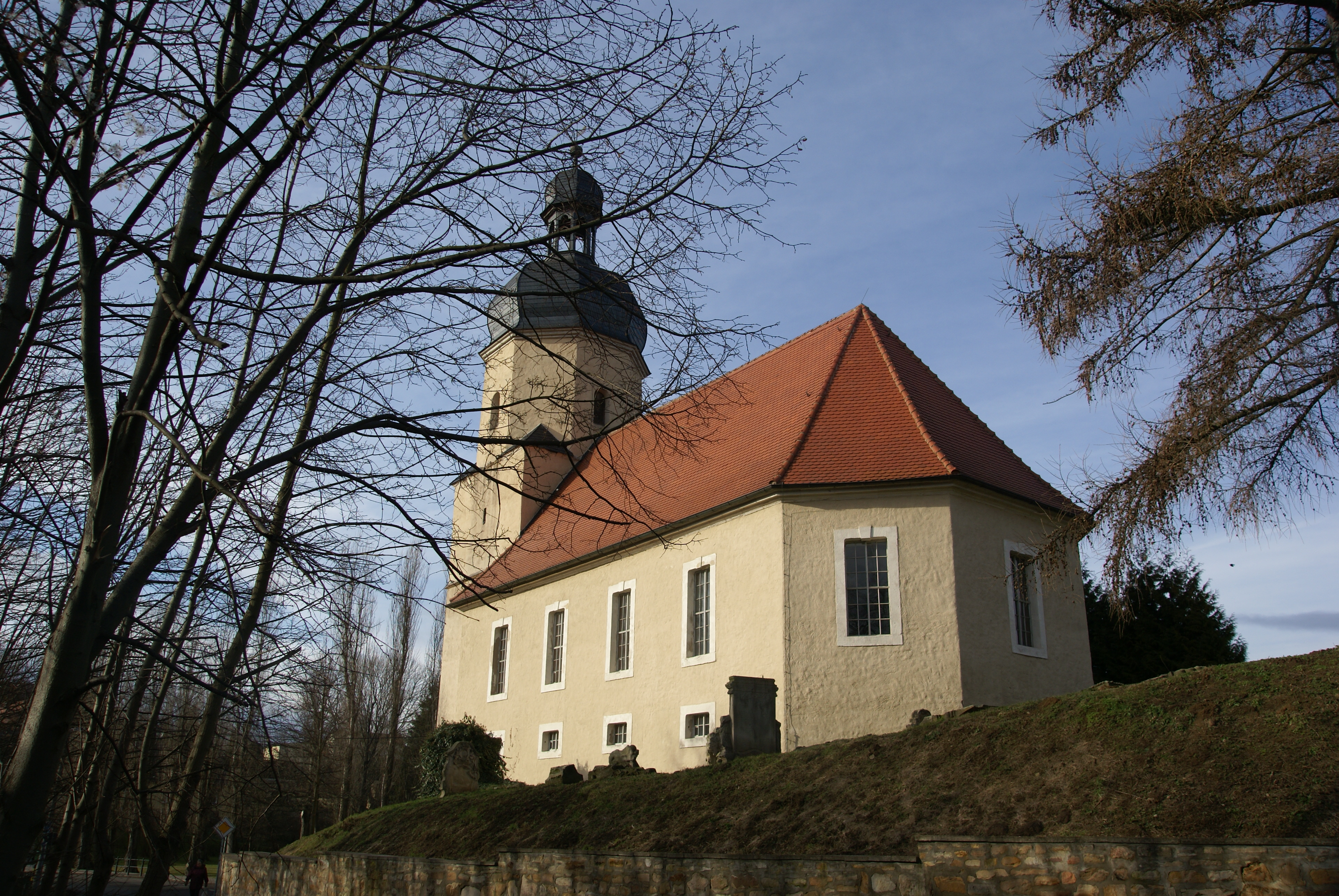
Dorpskerk van Fienstedt

Fienstedt telt 244 inwoners.